# Magomedsalam Magomedov
Magomedsalam Magomedalievitch Magomedov (en russe : Магомедсалам Магомедалиевич Магомедов ; en dargwa : МяхӀяммадгӀялила урши Мяхlяммадсялам), né le 1er juin 1964 à Levachi (en) (URSS), est un économiste et homme politique russe, président du Daghestan de 2010 à 2013.
Il a le grade civil de conseiller d'État effectif de la fédération de Russie de 1re classe.

## Origines
Magomedsalam Magomedov voit le jour le 1er juin 1964 à Levachi (en) au sein d'une famille d'ethnie darguine. Son père, Magomedali Magomedov (en), futur dirigeant du Daghestan de 1987 à 2006, supervise alors le kolkhoze local. 

## Études
De 1981 à 1986, Magomedsalam Magomedov étudie à la faculté d'économie de l'université d'État du Daghestan. Il effectue ensuite des études doctorales au département d'économie du travail de l'université russe d'économie Plekhanov, où il soutient sa thèse en 1990. 

## Carrière

### Carrière universitaire
De 1991 à 2001, Magomedsalam Magomedov dispense des cours à l'université d'État du Daghestan, où il dirige notamment le département d'économie et de sociologie du travail. 

### Carrière politique
De janvier 1998 à octobre 2001, il dirige le groupe de travail de la commission d'experts sur la compétitivité auprès du président du gouvernement du Daghestan. De 2001 à 2006, il est affecté à la direction d'un nouveau groupe de travail gouvernemental portant cette fois-ci sur le développement du segment daghestanais du plateau de la mer Caspienne.  
En 2006, il est élu président de l'assemblée populaire de la république du Daghestan pour un mandat d'un an.

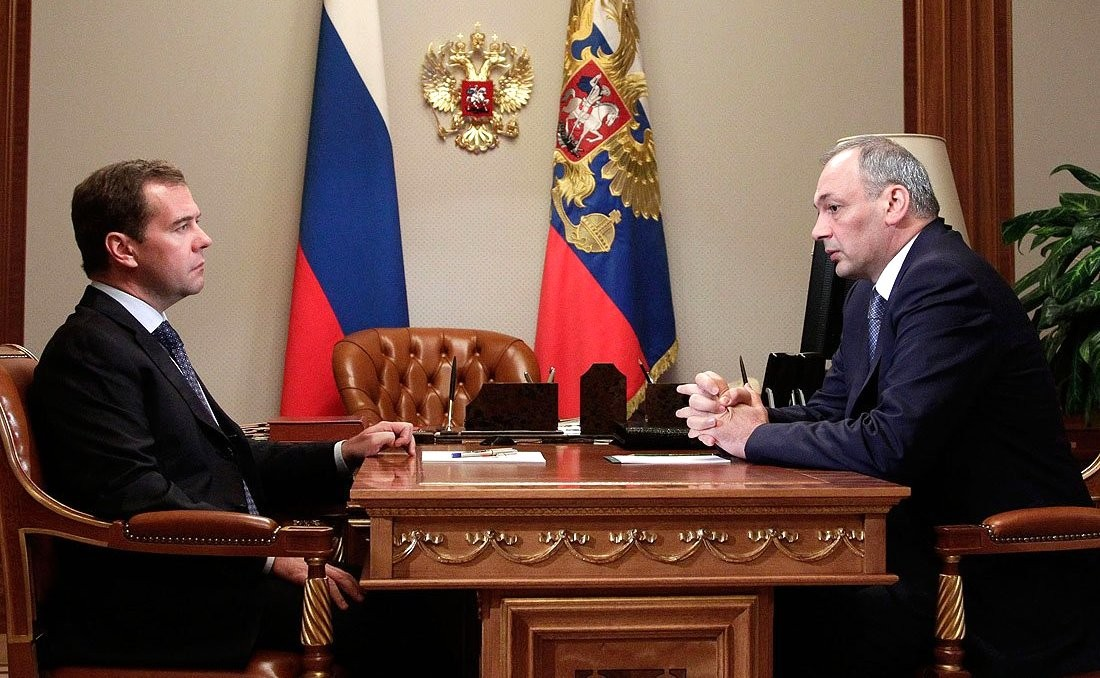
Magomedsalam Magomedov (à droite) attablé avec le président russe Dmitri Medvedev, le 19 août 2011.

Le 8 février 2010, il est nommé président de la république du Daghestan par le président Dmitri Medvedev. Il est investi par l'assemblée populaire de la république du Daghestan deux jours plus tard et entre en fonction le 20 février. Dans son discours d'investiture, Magomedov s'engage à consolider la société daghestanaise et à ne pas persécuter ses opposants politiques. 
Après sa démission, Magomedov est remplacé le 28 janvier 2013 par Ramazan Abdoulatipov d'ethnie avare. Il est quant à lui nommé vice-directeur de l'administration du président de la Fédération de Russie.